# شبيه الفقاع الحملي
شبيه الفقاع الحملي هو نوع نادر من أمراض المناعة الذاتية التابعة لمرض الفقعان الفقاعي الجلدي، ويظهر لأول مرة في أثناء الحمل. يظهر على شكل بثور واسعة النطاق وحطاطات صغيرة وشرى وحكة شديدة، تبدأ عادةً حول السرة قبل أن تنتشر إلى الأطراف في منتصف الحمل أو بعد الولادة بفترة قصيرة. لا يتأثر الرأس والوجه والفم عادةً.
قد تحتدم الحالة بعد الولادة قبل أن تختفي بعد نحو 3-6 أشهر من الحمل. يمكن أن تحدث بسبب حالات الحمل اللاحقة، والدورات الشهرية وحبوب منع الحمل الفموية. قد يؤدي كل من الحمل العنقودي وسرطان المشيمائية إلى إثارة الحالة. لدى بعض الأفراد، يستمر المرض على المدى الطويل. يعد مرتبطًا بالولادة المبكرة لطفل صغير، وقد يولد عدد قليل منهم ببثور وشرى، والتي تختفي بشكل عام في غضون ستة أسابيع. لا ينتقل من شخص لآخر ولا ينتشر ضمن العائلات.
يُشخص المرض عن طريق الملاحظة البصرية والخزعة والتألق المناعي. يمكن أن يشبه الحطاطات الشروية الحادة ولويحات الحمل، والحمامى متعددة الأشكال، والتفاعلات الدوائية التحسسية، والجرب المتقرح.
تتأثر واحدة من كل 20,000-50,000 حالة حمل بهذا المرض. سُمي في الأصل الهربس الحملي بسبب ظهور تقرحات، رغم أنه لا يرتبط بفيروس الهربس.

## العلامات والأعراض
يصبح تشخيص شبيه الفقاع الحملي واضحًا عندما تتطور الآفات الجلدية إلى بثور واسعة النطاق خلال الثلث الثاني أو الثالث من الحمل. لا يتأثر كل من الوجه والأغشية المخاطية عادةً. يبدأ شبيه الفقاع الحملي عادةً كطفح جلدي في منطقة السرة ثم ينتشر في جميع أنحاء الجسم. ترافقه أحيانًا كدمات بارزة وحارة ومؤلمة تسمى لويحات. بعد أسبوع إلى أسبوعين، تظهر بثور كبيرة وواسعة النطاق على اللويحات الحمراء، والتي تحتوي على سائل صافٍ أو ملطخ بالدم. يحرض شبيه الفقاع الحملي استجابة هستامينية تسبب حكة شديدة معندة. يتميز شبيه الفقاع الحملي بالاحتدام والخمود في أثناء فترة الحمل وأحيانًا بعد الولادة. عادةً بعد الولادة، تلتئم الآفات في غضون أشهر، ولكنها قد تتكرر أثناء الحيض.

### المخاطر
يجب مراقبة النساء الحوامل المصابات من قبل الطبيب العام بحثًا عن الحالات التي قد تؤثر على الجنين، بما في ذلك، على سبيل المثال لا الحصر، نقص أو انخفاض حجم السائل الأمنيوسي، والولادة المبكرة، وتحدد النمو داخل الرحم. قد يؤدي ظهور شبيه الفقاع الحملي في الثلث الأول أو الثاني من الحمل ووجود البثور إلى نتائج حمل سلبية بما في ذلك انخفاض عمر الحمل عند الولادة، والولادة المبكرة، وانخفاض وزن الأطفال عند الولادة. يجب اعتبار حالات الحمل هذه عالية الخطورة ويجب توفير رعاية مناسبة لها. على النقيض من ذلك، لا يؤثر العلاج بالكورتيكوستيرويدات الجهازية بشكل كبير على نتائج الحمل، ويمكن تبرير استخدامها مع شبيه الفقاع الحملي عند النساء الحوامل. عادةً ما يتكرر حدوث شبيه الفقاع الحملي في حالات الحمل اللاحقة. يسبب النقل السلبي للأجسام المضادة للأم إلى الجنين في إصابة بعض الأطفال حديثي الولادة (نحو 10%) بآفات جلدية خفيفة، ولكنها عادةً ما تختفي في غضون أسابيع من المخاض.

## العلاج
الطريقة الأكثر قبولًا لعلاج شبيه الفقاع الحملي هي استخدام الكورتيكوستيرويدات، أي بريدنيزون؛ و/أو الستيرويدات الموضعية، مثل كلوبيتاسول وبيتاميثازون. يساعد تثبيط الجهاز المناعي بالكورتيكوستيرويدات عن طريق تقليل عدد الأجسام المضادة التي تهاجم الجلد. قد يكون علاج شبيه الفقاع الحملي صعبًا ويمكن أن يستغرق عدة أشهر. تستمر بعض حالات شبيه الفقاع الحملي لسنوات عديدة. في فترة ما بعد الولادة، إذا لزم الأمر، يمكن إعطاء المجموعة الكاملة من العلاج المثبط للمناعة للحالات التي لا تستجيب للعلاجات الستيرويدية، مثل التيتراسايكلنات ونيكوتيناميد وسيكلوفوسفاميد وسيكلوسبورين وغوزيريلين وآزاثيوبرين ودابسون وريتوكسيماب، أو استخراج البلازما أو الغلوبولينات المناعية الوريدية أحيانًا عندما تكون الأعراض شديدة.
لا يوجد علاج لشبيه الفقاع الحملي. تعتبر النساء اللواتي لديهن شبيه الفقاع الحملي في حالة خمود إذا توقف ظهور التقرحات. يمكن أن تستمر حالة الخمود إلى أجل غير مسمى، أو حتى الحمل اللاحق. يحدث شبيه الفقاع الحملي عادةً في حالات الحمل اللاحقة؛ ومع ذلك، غالبًا ما يكون تدبيره أسهل لأنه متوقع.